# Narol-Wieś
Narol-Wieś – wieś w Polsce położona w województwie podkarpackim, w powiecie lubaczowskim, w gminie Narol.
W II Rzeczypospolitej wieś w powiecie lubaczowskim województwa lwowskiego. W latach 1942–1946 nacjonaliści ukraińscy z OUN-UPA zamordowali tutaj 9 Polaków, w tym 2 żołnierzy WP.
W latach 1975–1998 miejscowość administracyjnie należała do województwa przemyskiego.
Wierni Kościoła rzymskokatolickiego należą do parafii Narodzenia Najświętszej Maryi Panny w Narolu.